# خورخي فونز بيريز
خورخي فونز بيريز (بالإسبانية: Jorge Fons)‏ مخرج أفلام مكسيكي وُلد في 23 نيسان من عام 1939 م، في مدينة توكسبان بولاية فيراكروز في المكسيك. ينتمي خورخي لأول جيل من المخرجين الذين تخرجوا في الجامعة الوطنية المستقلة في المكسيك. ولا يزال فيلمه القصير كاريثاث Caridad الصادر في 1973 م يعتبر واحداً من أفضل الأفلام السينما المكسيكية. كذلك فإن اثنين من أفلامه وهما الفجر الأحمر أو Rojo amanecer الصادر عام 1989 م ، وزقاق المدق أو زقاق المعجزات El Callejon de los milagros الصادر عام 1995 م والمعتمد على رواية نجيب محفوظ زقاق المدق الصادرة في 1947 م، يعتبران بأنهما قد كسرا القوالب التقليدية لحبكات الأفلام.
وأما فيلمه الصادر عام 1976 م بعنوان المقرمدات Los albañiles فقد فاز بجائزة الدب الفضي في مهرجان برلين السينمائي الدولي في نسخته السابعة والعشرين. وأما فيلمه زقاق المدق فقد فاز في ذات المهرجان بنسخته الخامسة والأربعين بجائزة شرفية.

## وصلات خارجية
- خورخي فونز بيريز على موقع IMDb (الإنجليزية)
- خورخي فونز بيريز على موقع ألو سيني (الفرنسية)
- خورخي فونز بيريز على موقع أول موفي (الإنجليزية)
- خورخي فونز بيريز على موقع قاعدة بيانات الأفلام السويدية (السويدية)
- خورخي فونز بيريز على موقع قاعدة بيانات الفيلم (الإنجليزية)
- خورخي فونز بيريز على موقع كينوبويسك (الروسية)